# Provisorische Regierung Päts III

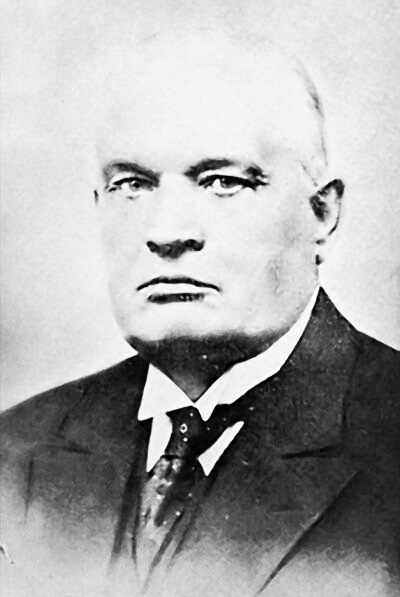
Konstantin Päts, hier in einer Aufnahme von 1934

Die dritte provisorische Regierung der Republik Estland unter Ministerpräsident Konstantin Päts (Provisorische Regierung Päts III) amtierte vom 27. November 1918 bis 9. Mai 1919. Sie blieb 164 Tage im Amt.

## Parteien
Die Koalitionsregierung wurde in einer Absprache aller Gruppierungen des estnischen Landtags (Maanõukogu) eingesetzt. Die in ihr vertretenen Parteien bildeten ein weites politisches Spektrum ab:
- Eesti Maarahva Liit (Estnische Landvolkunion, EMRL; agrarisch)
- Eesti Demokraatlik Eduerakond (Estnische Demokratische Fortschrittspartei, EDE; konservativ)
- Eesti Tööerakond (Estnische Arbeitspartei, ETE; Mitte-links)
- Eesti Sotsiaaldemokraatlik Tööliste Partei (Estnische Sozialdemokratische Arbeiterpartei, ESDTP; Demokratischer Sozialismus)

Hinzu kam je ein Vertreter der deutschen, schwedischen und russischen Minderheit in Estland.
Es handelte sich angesichts der drohenden Kriegsgefahr mit Sowjetrussland um eine Umbildung des bisherigen Kabinetts. Ministerpräsident Konstantin Päts übernahm zusätzlich das Amt des Kriegsministers in enger Absprache mit General Andres Larka.

## Kabinett
| Ressort                                           | Name                         | Amtszeit                | Partei    |
| ------------------------------------------------- | ---------------------------- | ----------------------- | --------- |
| Ministerpräsident                                 | Konstantin Päts              | 27.11.1918 – 09.05.1919 | EMRL      |
| Stellvertretender Ministerpräsident               | August Rei                   | 27.11.1918 – 24.01.1919 | ESDTP     |
| Kriegsminister                                    | Konstantin Päts              | 27.11.1918 – 09.05.1919 | EMRL      |
| Arbeits- und Sozialminister                       | August Rei                   | 27.11.1918 – 23.12.1918 | ESDTP     |
| Innenminister                                     | August Peet                  | 27.11.1918 – 09.05.1919 | parteilos |
| Außenminister                                     | Jaan Poska                   | 27.11.1918 – 09.05.1919 | EDE       |
| Landwirtschaftsminister                           | Otto Strandman               | 27.11.1918 – 09.05.1919 | ETE       |
| Finanzminister                                    | Juhan Kukk                   | 27.11.1918 – 09.05.1919 | ETE       |
| Gerichtsminister                                  | Jüri Jaakson                 | 27.11.1918 – 09.05.1919 | EDE       |
| Industrie- und Handelsminister                    | Nikolai Köstner              | 27.11.1918 – 12.03.1919 | ESDTP     |
| Geschäftsführender Industrie- und Handelsminister | Voldemar Puhk                | ??.12.1918 – 12.03.1919 | ESDTP     |
| Industrie- und Handelsminister                    | August Janson                | 12.03.1919 – 09.05.1919 | ESDTP     |
| Bildungsminister                                  | Karl Luts                    | 27.11.1918 – 12.03.1919 | ESDTP     |
| Bildungsminister                                  | Harald Alfred Laksberg       | 12.03.1919 – 09.05.1919 | parteilos |
| Verkehrsminister                                  | Eduard Säkk                  | 27.11.1918 – 09.05.1919 | ETE       |
| Ernährungsminister                                | Jaan Raamot                  | 27.11.1918 – 06.02.1919 | EMRL      |
| Ernährungsminister                                | Eduard Aule                  | 06.02.1919 – 09.05.1919 | parteilos |
| Geschäftsführender Arbeits- und Sozialminister    | Karl Ast                     | 23.12.1918 – 05.02.1919 | ESDTP     |
| Minister für die deutsche Bevölkerung             | Hermann Georg Willibald Koch | 28.11.1918 – 09.05.1919 | DbPE      |
| Minister für die schwedische Bevölkerung          | Hans Pöhl                    | 11.12.1918 – 09.05.1919 | parteilos |
| Minister für die russische Bevölkerung            | Aleksei Sorokin              | 28.02.1919 – 09.05.1919 | VKK       |
| Bevollmächtigter Minister im Ausland              | Jaan Tõnisson                | 27.11.1918 – 09.05.1919 | EDE       |

## Geschichte
Die Regierung stand vor drei großen Herausforderungen. Zum einen Stand sie im Krieg mit Sowjetrussland um die estnische Unabhängigkeit. Zum zweiten musste sie die westlichen Regierungen für eine Anerkennung der estnischen Souveränität gewinnen. Und drittens stellte die katastrophale Versorgungslage der Bevölkerung nach dem Ende des Ersten Weltkriegs die Regierung vor große Probleme.
Sie trat am Vorabend des Estnischen Freiheitskriegs ihr Amt an. Sowjetrussland erkannte die Loslösung Estlands von Russland (24. Februar 1918) nicht an. Mit der Niederlage des kaiserlichen Deutschlands im Ersten Weltkrieg im November 1918 und dem beginnenden Abzug der deutschen Truppen aus dem Baltikum sah es eine militärische Chance, Estland unter Kontrolle der Bolschewiki zu stellen.
Am 29. November 1918, einen Tag nach Beginn des Krieges, eroberten die Bolschewiki die nordostestnische Stadt Narva. Im Dezember 1918 brachten sie weitere ost- und südestnische Städte unter ihre Kontrolle, darunter die zweitgrößte Stadt Tartu. Das Eingreifen der britischen Marine verhinderte im Dezember eine Eroberung Tallinns durch bolschewistische Seestreitkräfte. Erst zum Jahreswechsel 1918/1919 konnte das neu aufgestellte estnische Heer und die estnische Marine das Kriegsglück zu ihren Gunsten wenden, insbesondere durch den Einsatz von Panzerzügen. Am 19. Januar 1919 konnte die estnische Regierung Narva zurückerobern, am 14. Januar Tartu. Dennoch zog sich der Krieg bis Februar 1920 hin.
Vor allem die britische Regierung half Estland, die Ernährungslage der Bevölkerung zu verbessern. Ab März 1919 trafen Lebensmittellieferungen ein. Die finnische Regierung unterstützte Estland mit großzügigen Darlehen. Weitere Staaten stellten Estland finanzielle Hilfsprogramme zur Verfügung.
Beide Entwicklungen führten im Frühjahr 1919 zu einer Konsolidierung des estnischen Staatswesens. Wahlen zur verfassungsgebenden Versammlung der Republik Estland (Asutav Kogu) fanden vom 5. bis 7. April 1919 statt. Die Wahlbeteiligung lag bei ca. 80 Prozent.
Die Wahlen brachten einen Sieg der linksgerichteten Parteien, insbesondere der Eesti Sotsiaaldemokraatlik Tööliste Partei (Estnischen Sozialdemokratischen Arbeiterpartei, ESDTP) und der Eesti Tööerakond (Estnische Arbeitspartei, ETE) sowie der Eesti Rahvaerakond (Estnischen Volkspartei, ER). Die agrarisch orientierte Partei des bisherigen Ministerpräsidenten Konstantin Päts erlitt eine Niederlage.
Die verfassungsgebende Versammlung trat am 23. April 1919 erstmals in Tallinn zusammen. Sie wählte den Sozialisten August Rei zu ihrem Vorsitzenden. Am 9. Mai 1919 trat die erste reguläre estnische Regierung unter Ministerpräsident Otto Strandman (ETE) ihr Amt an.